# Mikael Soisalo
Mikael Soisalo, né le 24 avril 1998 à Helsinki en Finlande, est un footballeur international finlandais qui évolue actuellement au poste d'ailier droit avec le club du Riga FC.

## Biographie

### En club
Lors de la saison 2016, il inscrit sept buts dans le championnat de Finlande avec le club d'Ilves Tampere.

### En sélection
Avec les moins de 19 ans, il inscrit deux buts en octobre 2016, contre la Belgique et le Kazakhstan. Il délivre également trois passes décisives contre le Kazakhstan. En mars 2017, il officie à deux comme capitaine de cette sélection, contre les Pays-Bas et l'Ukraine.
Avec les espoirs, il participe aux éliminatoires de l'Euro espoirs 2019, puis aux éliminatoires de l'Euro espoirs 2021.